# Phaonia apicata
Phaonia apicata este o specie de muște din genul Phaonia, familia Muscidae, descrisă de Oskar Augustus Johannsen în anul 1916. Conform Catalogue of Life specia Phaonia apicata nu are subspecii cunoscute.